# Ян Козамерник
Ян Козамерник (словен. Jan Kozamernik; нар. 28 березня 1995, Любляна) — словенський волейболіст, центральний блокувальник, гравець збірної Словенії та польського клубу «Ресовія» (Ряшів).

## Життєпис
Народився 24 грудня 1995 року в м. Любляна.
Грав, зокрема, у складі словенських клубів «Чрнучі» (OK Črnuče, 2009—2014), ACH Volley (Любляна, 2014–2017), італійських «Діатек Трентіно» (Тренто, 2017–2018) і «Ревівре» (Мілан, 2018—2021). Від сезону 2021—2022 є гравцем польської «Ресовії» з Ряшева.
Зріст — 203 або 204 см.

### Досягнення
збірна
- Віце-чемпіон Європи 2015, 2019, 2021 років

клубні
- Володар Кубка виклику ЄКВ 2021 року.
- Чемпіон Словенії: 2015, 2016, 2017 років.
- Володар Кубка Словенії 2015 року.